# Drieňov
Drieňov je geomorfologickou částí Nitrických vrchů.  Zabírá nejjižnější výběžek Strážovských vrchů a nejvyšším vrchem této části je Drieňový vrch (616 m n. m.). 

## Vymezení
Území zabírá jižní část Nitrických vrchů, tvořících podcelek Strážovských vrchů. Od zbytku pohoří je oddělen na severu Vestenickou bránou, na západě sousedí Podunajská pahorkatina s částmi Stredonitrianska niva (část Nitranské nivy) a Drienovské podhorie (část Nitranské pahorkatiny). Na jihu sousedí Oslianska a na východě Rudnianska kotlina, obě patřící do Hornonitrianské kotliny. 

## Ochrana území
Tato část pohoří leží mimo velkoplošné Chráněné krajinné oblasti Strážovské vrchy. Zvláště chráněnými lokalitami jsou přírodní památky Brložná diera a Nitrica a přírodní rezervace Veľký vrch. 

## Turismus
Drieňov nepatří mezi oblasti přeplněné turisty, přesto nabízí zajímavé lokality. Síť značených stezek umožňuje návštěvu zajímavých míst, včetně nejvyššího vrchu.  Víceré lokality nabízejí zajímavé výhledy na blízké pahorkatiny, ale i okolní pohoří.